# Partit de la Revolució
 El Partit de la Revolució o el Partit Revolucionari (en suahili: Chama Cha Mapinduzi o CCM) és el partit governant dominant a Tanzània i el segon partit més antic d'Àfrica, només després del Partit Nacional de Sud-àfrica. Es va formar en 1977, després de la fusió de la Unió Nacional Africana de Tanganika (TANU) i el Partit Afro-Shirazi (ASP), que eren els únics partits que operaven en el territori continental de Tanzània i a les illes semiautònomes de Zanzíbar, respectivament.
TANU i el seu successor CCM han governat Tanzània ininterrompudament des de la independència. Des de la creació d'un sistema multipartidista, el CCM ha guanyat les últimes cinc eleccions generals en 1995, 2000, 2005, 2010 i 2015. Jakaya Kikwete, el seu candidat presidencial en 2005, va guanyar per aclaparadora majoria, rebent més del 80% del vot popular. En les eleccions de 2010, va guanyar 186 de les 239 circumscripcions electorals, mantenint una majoria absoluta en l'Assemblea Nacional.

## Història
El partit es va crear el 5 de febrer de 1977, sota la direcció de Julius Nyerere, mitjançant la fusió de la Unió Nacional Africana de Tanganica (TANU), el partit governant en Tanganika, i el Partit Afro-Shirazi (ASP), el partit governant a Zanzíbar.
TANU/CCM ha dominat la política de Tanzània des de la independència de Tanganyika en 1961. A causa de la fusió amb l'ASP, des de 1977 també ha estat el partit governant a Zanzíbar, encara que allí el seu control del poder ha estat més disputat pel Front Cívic Unit (CUF).
Des de la seva formació fins a 1992, va ser l'única part legalment permesa al país. Cada cinc anys, el seu president nacional era triat automàticament per a un període de cinc anys com a president; era confirmat en el càrrec per mitjà d'un referèndum. Al mateix temps, es van presentar als votants dos candidats del CCM per a l'Assemblea Nacional o Bunge. Això va canviar l'1 de juliol de 1992, quan l'Assemblea Nacional va promulgar esmenes a la Constitució i diverses lleis que permetien i regulaven la formació i les operacions de més d'un partit polític.

## Ideologia
Originalment campió del socialisme africà, defensor del sistema d'agricultura col·lectivitzada conegut com a Ujamaa i fermament orientat a l'esquerra, el MCP propugna avui un enfocament més socialdemòcrata. El CCM espera continuar modernitzant-se per a assegurar:
1. L'augment de la productivitat que impulsaria els ingressos del país
2. Augment de l'ocupació i millora de la gestió
3. Adquisició de tecnologia nova i moderna
4. Augment i expansió dels mercats locals i internacionals per als nostres productes, i
5. Millorament i enfortiment del sector privat com a motor de l'economia nacional, mentre que el govern centra la seva atenció en la prestació de serveis socials, la infraestructura, la seguretat i la governança de l'Estat.

De la mateixa manera, el principal enfocament de la política exterior del MCP és la diplomàcia econòmica dins del sistema internacional i la coexistència pacífica amb els veïns.

## Eleccions

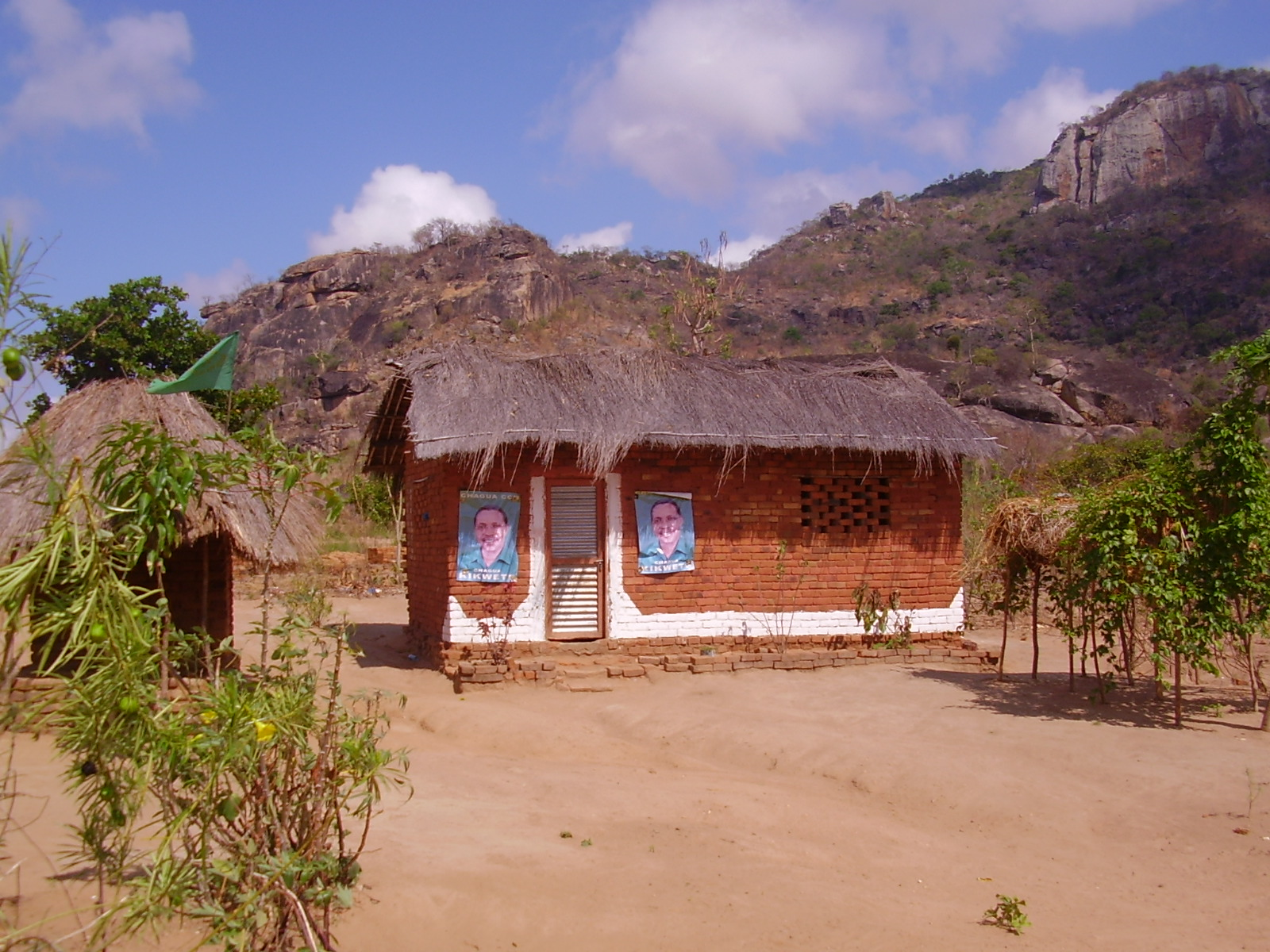
El partit té una forta base política en les zones rurals de Tanzània.

El MCP té un paper de lideratge en la societat. El partit ha guanyat totes les eleccions presidencials tant a nivell nacional com a Zanzíbar a nivell autònom sota el sistema multipartidista: 1995, 2000, 2005, 2010 i 2015. També domina la legislatura.
En les eleccions per a la presidència i la Cambra de Representants de Zanzíbar, celebrades el 30 d'octubre de 2005, el president en exercici i candidat del MCP, Amani Abeid Karume, va guanyar amb el 53,18% dels vots, mentre que el partit va obtenir 30 dels 50 escons.
En les eleccions nacionals per a la presidència i l'Assemblea Nacional de Tanzània, celebrades el 14 de desembre de 2005, el Ministre d'Afers Exteriors i candidat del MCP, Jakaya Kikwete, va guanyar amb el 80,28% dels vots. Dels 232 escons ocupats per elecció directa, el CCM va guanyar 206.
El 31 d'octubre de 2010, Jakaya Kikwete va ser reelegit president amb el 62,8% dels vots, mentre que el CCM va obtenir 186 dels 239 escons triats directament.
El 30 d'octubre de 2015 John Magufuli del CCM va guanyar les eleccions amb el 58,46% dels vots.
El CCM va ser admès en la Internacional Socialista com a membre de ple dret en el congrés de primavera de la IS el 4-5 de febrer de 2013.

## Lideratge

### Dirigents actuals
Samia Suluhu Hassan és l'actual presidenta del Chama Cha Mapinduzi després de la mort de John Pombe Magufuli, l'antic president i president de la República Unida de Tanzània.

### Dirigents nacionals
- Presidenta: Samia Suluhu Hassan

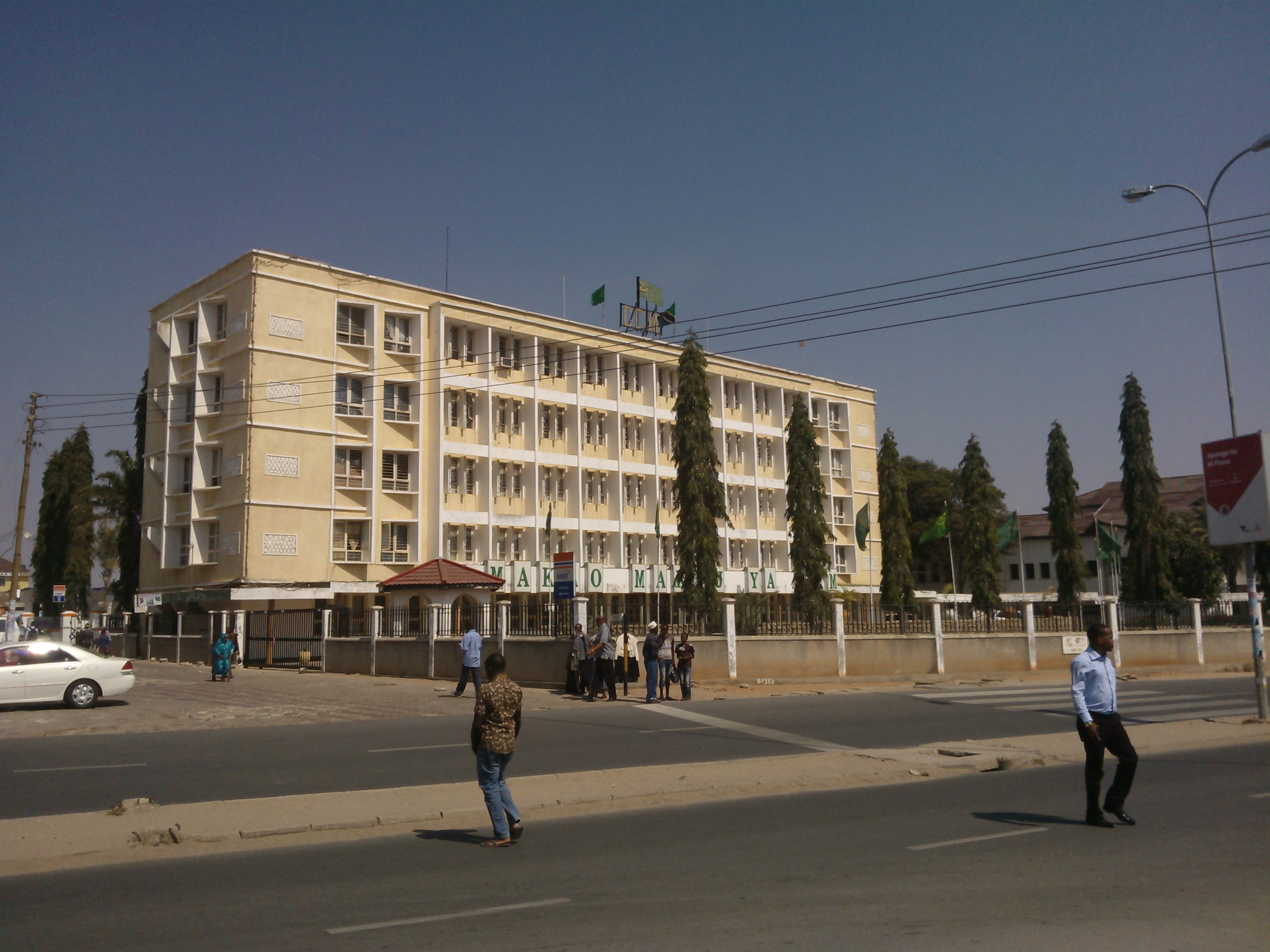
Seu del CCM en la capital, Dodoma.

- Vicepresident Zanzíbar: Hussein Mwinyi
- Vicepresident continental: Abdulrahman Kinana
- Secretari general: Daniel Chongolo
- Vicesecretari general Zanzíbar: Mohammed Mohammed
- Vicesecretari general continental: Anamringi Macha
- Secretari d'Organització: Issa Ussi
- Secretària d'Ideologia i Publicitat del Partit: Sophia Mjema
- Secretari d'Afers del Partit i Relacions Internacionals: Ambaixador Mbarouk Mbarouk
- Secretari d'Afers Econòmics i Finances: Dr. Frank George Haule Hawassi
- El secretari general Wazazi - Gilbert Kalima
- Secretari general UWT - Jokate Mwegelo
- Secretari General UVCCM - Kenani Kihongosi

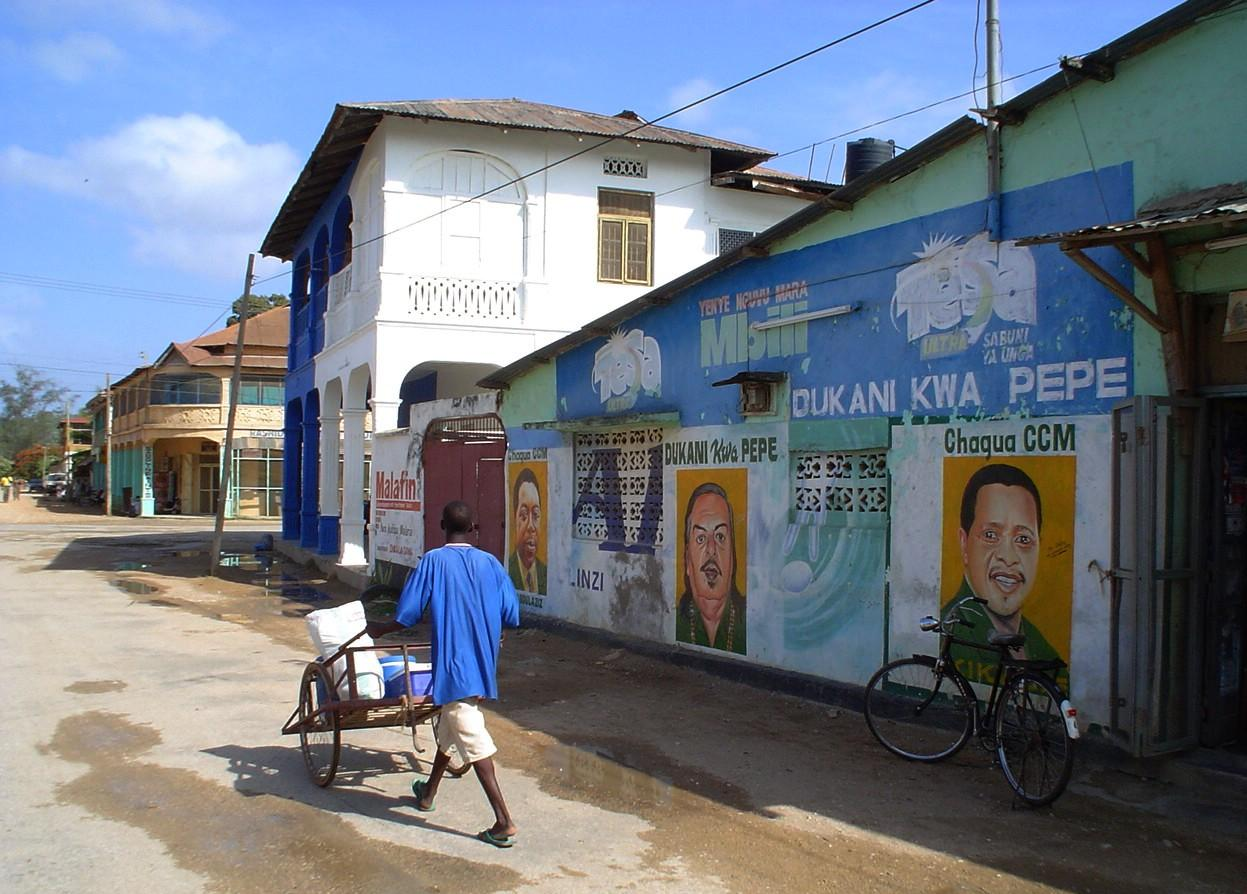
Un mural dels candidats del partit a la ciutat meridional de Lindi.

### President nacional
| Nom               | Tenure       |
| ----------------- | ------------ |
| Julius Nyerere    | 1977–1985    |
| Ali Hassan Mwinyi | 1986–1995    |
| Benjamin Mkapa    | 1996–2005    |
| Jakaya Kikwete    | 2006–2016    |
| John Magufuli     | 2016–2021    |
| Samia Suluhu      | 2021-present |

### Vicepresident nacional (territori continental)
| Nom                     | Mandat       |
| ----------------------- | ------------ |
| John Malecela           |              |
| Pius Msekwa             | 2007–2012    |
| Philip Mangula          | 2012–2022    |
| Abdulrahman Omar Kinana | 2022-present |

### Vicepresident nacional (Zanzíbar)
| Nom                | Mandat       |
| ------------------ | ------------ |
| Salmin Amour       |              |
| Amani Abeid Karume | ? – 2012     |
| Ali Mohamed Shein  | 2012–present |

### Secretaris Generals
| Nom                | Mandat         |
| ------------------ | -------------- |
| Pius Msekwa        | 1977–1982      |
| Rashidi Kawawa     | 1982–1990      |
| Horace Kolimba     | 1990–1995      |
| Lawrence Gama      | 1995–1997      |
| Philip Mangula     | 1997–2007      |
| Yusuf Makamba      | 2007–2011      |
| Wilson Mukama      | 2011–2012      |
| Abdulrahman Kinana | 2012–Maig 2018 |
| Bashiru Ally       | 2018-2021      |
| Daniel Chongolo    | 2021-present   |

## Història electoral

### Eleccions presidencials
| Elecció | Candidat de partit | Vots       | %     | Resultat |
| ------- | ------------------ | ---------- | ----- | -------- |
| 1980    | Julius Nyerere     | 5,570,883  | 95.5  | Electe   |
| 1985    | Ali Hassan Mwinyi  | 4,778,114  | 95.68 | Electe   |
| 1990    | Ali Hassan Mwinyi  | 5,198,120  | 97.78 | Electe   |
| 1995    | Benjamin Mkapa     | 4,026,422  | 61.82 | Electe   |
| 2000    | Benjamin Mkapa     | 5,863,201  | 71.74 | Electe   |
| 2005    | Jakaya Kikwete     | 9,123,952  | 80.28 | Electe   |
| 2010    | Jakaya Kikwete     | 5,276,827  | 62.83 | Electe   |
| 2015    | John Magufuli      | 8,882,935  | 58.46 | Electe   |
| 2020    | John Magufuli      | 12,516,252 | 84.40 | Electe   |

### Eleccions de l'Assemblea Nacional
| Elecció | Vots       | %     | Escons    | +/– | Posició | Govern                 |
| ------- | ---------- | ----- | --------- | --- | ------- | ---------------------- |
| 1980    | 5,417,099  | 100   | 264 / 264 | 41  | 1r      | Partit legal únic      |
| 1985    | 4,768,997  | 100   | 274 / 274 | 10  | 1r =    | Partit legal únic      |
| 1990    | 5,198,120  | 97.78 | 264 / 264 | 10  | 1r =    | Partit legal únic      |
| 1995    | 3,814,206  | 59.22 | 214 / 285 | 50  | 1r =    | Govern de supermajoria |
| 2000    | 4,628,127  | 65.19 | 243 / 285 | 29  | 1r =    | Govern de supermajoria |
| 2005    | 7,579,897  | 70    | 264 / 324 | 21  | 1r =    | Govern de supermajoria |
| 2010    | 4,641,830  | 60.20 | 259 / 357 | 5   | 1r =    | Govern de supermajoria |
| 2015    | 8,021,427  | 55.04 | 252 / 393 | 2   | 1r =    | Govern de supermajoria |
| 2020    | 12,516,252 | 84,40 | 350 / 393 | 90  | 1r =    | Govern de supermajoria |